# 37 (număr)
37 (treizeci și șapte) este numărul natural care urmează după 36 și este urmat de 38.

## În matematică
37:
- Este al 12-lea număr prim.
- Este un prim bun,[1][2] un prim circular,[3][4] un prim izolat,[5][6] un prim permutabil cu 73 (care este al 21-lea număr prim), un prim Pierpont,[7][8] un prim plat,[9][10] un prim Solinas,[11][12] un prim tare,[13][14] un prim subțire[15][16] și un prim trunchiabil[17] atât la stânga cât și la dreapta[18].
- Este al 5-lea prim norocos,[19] primul prim neregular,[20] al treilea prim unic[21] și al treilea prim cubic de forma:[22]

{\displaystyle p={\frac {x^{3}-y^{3}}{x-y}}\qquad \left(x=y+1\right).}
- Este un număr prim izolat.[23]
- Este un număr mirp (prim reversibil).[24][25]
- Formează o pereche de numere prime verișoare cu 41 (diferența dintre cele două numere este de patru unități).[26]
- Este un număr stelat.[27]
- Este un număr Størmer.[28][29]
- Este un număr centrat hexagonal,[30] un număr centrat dodecagonal[31][32] și un număr stea.[33]
- 37 și 38 alcătuiesc prima pereche de numere întregi pozitive consecutive care nu sunt divizibile cu niciuna dintre cifrele pe care le conțin.

## În știință
- Este numărul atomic al rubidiului.[34]
- Temperatura normală a corpului uman, în grade Celsius.

### Astronomie
- NGC 37 este o galaxie lenticulară în constelația Phoenix.
- Messier 37 este un roi deschis din constelația Vizitiul.
- Kepler-37b este cea mai mică planetă extrasolară descoperită.
- 37 Fides este o planetă minoră.
- 37P/Forbes este o cometă periodică din sistemul solar.